# Килдалл, Гэри
Гэри Арлен Килдалл (19 мая 1942, Сиэтл, Вашингтон — 11 июля 1994, Монтерей, Калифорния) — программист и предприниматель, создавший операционную систему CP/M и основавший Digital Research, Inc. (DRI). Килдалл был одним из первых, кто увидел потенциал микропроцессоров не только в качестве контроллеров оборудования, но и как часть мощного персонального компьютера.

## Биография
Родился и вырос в Сиэтле, Вашингтон в семье Джозефа и Эммы Килдалл. Учился в Университете штата Вашингтон, планируя стать преподавателем математики, но по мере учебы всерьёз заинтересовался компьютерными технологиями. После завершения учебы он выполнил обязательство перед ВМС США и преподавал в Высшей школе военно-морского флота (Naval Postgraduate School) в Монтерее, Калифорния. В 1972 году, находясь в часе езды от Кремниевой долины, Гэри Килдалл купил процессор Intel 4004 и стал писать для него экспериментальные программы. Узнав больше о микропроцессорах, он устроился консультантом в компанию Intel. В 1974 году он написал язык программирования для микропроцессора Intel 8008 и назвал его PL/M — Programming Language for Microcomputers (язык программирования для микрокомпьютеров). Компания Intel купила этот язык программирования. Позже на языке PL/M Гэри написал операционную систему CP/M (Control Program for Microcomputers).
В 1976 году Гэри и его супруга Дороти МакЭвен основали компанию «Intergalactic Digital Research» (позже Digital Research, Inc или DRI) для организации продаж CP/M. К 1980 году было продано более 250 тыс. копий операционной системы CP/M, которая работала более чем на 3000 типов компьютеров.
В 1980 году компания IBM решила создать собственный 16-разрядный персональный компьютер, для чего требовалась операционная система. Однако на тот момент версии CP/M были исключительно 8-разрядными. Зная об успешных разработках Microsoft, представители IBM попросили Билла Гейтса высказать свои соображения по этому поводу. Гейтс посоветовал обратиться к Гари Килдаллу. Гари Килдалл поручил переговоры с IBM своей жене, переговоры затянулись, а тем временем сам Гейтс смог заключить контракт на поставку операционной системы для первого персонального компьютера IBM. Гейтс, в свою очередь, обратился к Seattle Computer Products, выпускавшей операционную систему 86-DOS, аналог CP/M. Он и стал основой MS-DOS.
CP/M постоянно развивалась, с появлением микропроцессора Intel 8086 была создана версия CP/M-86. С 1987 года система стала называться DR-DOS, которая стала конкурировать с MS-DOS 3.3.
8 июля 1994 года Гэри Килдалл получил травму головы в одном из баров Калифорнии. 
Причины травмы неизвестны.
Гэри Килдалл умер 11 июля 1994 года в общественной больнице в Монтерей, Калифорния